# Between you and I
「Between you and I」は、言語学者、文法学者、文体家からの大きな関心を引いてきた英語の言い回しである。代名詞の対格/斜格形が単一の代名詞について使われるであろう状況において、andによって接続された2つの代名詞について代名詞の主格形が使われる構文の一例として、スタイルガイドに一般に掲載されている。典型的には前置詞の後に主格形が用いられるが、他動詞の目的語としても現われる。この言い回しの頻繁に引用される用例はシェイクスピアの『ヴェニスの商人』（1596年 - 1598年）に登場する。多くのスタイルガイドによれば、この言い回しを用いたシェイクスピア劇の登場人物の台詞は「between you and me」と書かれるべきである。この一般的な構文の使用は「この上なく気持ち悪い文法上の誤り」と形容されてきたが、この言い回しが実際に誤りであるか（あるいはあったか）については議論がある。

## 文学における使用
「Between and I」は『ヴェニスの商人』の第3幕第2場、タイトルになっているキャラクターのアントーニオによって友人バサーニオへ書かれた散文の手紙の中で現われる。
Sweet Bassanio, ... all debts are cleared between you and I if I might but see you at my death.
バサーニオー、 ... きみとぼくの間の債務はすべて消えるが、それにつけても死ぬ前に1目会いたい。

作家で批評家のヘンリー・ヒッチングズは、ウィリアム・コングリーヴの『二枚舌』（1693年）やマーク・トウェインの手紙での使用を指摘する。オットー・イェスペルセンは類似例（Robert J. Mennerの言葉で「前置詞の後の代名詞または名詞足すI」）を、ベン・ジョンソン、ジョン・バニヤン、チャールズ・ディケンズ、グレアム・グリーンの作品中に見出し、Mennerはさらにノア・ウェブスター、サミュエル・ピープス、トマス・ミドルトンなども追加した。
様々な批評家らがシェイクスピアの台詞について言及してきた。アメリカの作家ラッセル・ベイカーは、ニューヨーク・タイムズ紙のコラム "Observer" において、この言い回しを文法的誤りと見做した—「文法的には、もちろん、シェイクスピアは間違っていた」。ベイカーは、シェイクスピアがおそらく「うっかり間違った」と述べた: 「私の推測は、彼は速く書き進めていて、一日を終える頃には疲れてしまって、この『ベニスの商人』の構想をもう練りたくないと思い、ジョンソンやバーベッジと人魚亭でビールを飲みに出掛けたくて仕方がなかったのだろう、というものだ」。MennerはAmerican Speech誌の1937年の論文において、「you and Iという言い回しが文法的に不可分であるとしばしば感じられること、たぶん 頻繁に用いられていたこと、そして『'between you and I' がエリザベス女王時代にもともと過剰修正であったとは断言できない』ことは明白である」と述べた。Mennerは、自身がこの言い回しを正しいと考えているのか、正しくないと考えているのかについては述べなかった。
その他の人々は、シェイクスピアの文法的誤りを非難していない。社会学者のロバート・ニスベットはこの言い回しを咎める者たちを「言葉スノッブ」と批判し、オックスフォード英語辞典編集者のロバート・バーチフィールドは、私達にとって正しくないものがシェイクスピアにとって必ずしも正しくない訳ではない、と述べた: 「当時、文法的前提は異なっていた」。この見解は文献学者・文法学者のヘンリー・スウィートによって共有されている。しかしながら、ブライン・ガーナーは、この言い回しがシェイクスピアにとって誤りでなかったとしても、今日では正しくないし、そう見做されるべきである、と述べ、「確かにシェイクスピアはどちらも（'between you and I' と 'between you and me'）使用したが、それ以上の正しさはない」という言語学者ランドルフ・クワークの言葉を引用した。

## 正しくなさと過剰修正
この文脈における「過剰修正」という用語は、彼らが間違いであると考えることを「過剰に修正」する話者（または書き手）が、それによって結果的に誤りを犯してしまった文法的に正しくない用法を指す。「The Columbia Guide to Standard American English」の著者ケネス・G・ウィルソンは、過剰修正が「古い間違いを避けようとして我々が犯す新しい間違い」であると述べ、「between you and I」を一例として引用した（ウィルソンは「between the two of us」と言った方がよい、と述べている）。
この言い回しが過剰修正の例と見なされるためには、まずは文法的に正しくないと見なされなければならない。この言い回しを正しくないと判断している文法学者や作家にはポール・ブラインズ、オックスフォード英英辞典、Grammar Girlがいる。2000年代初頭のBBCの調査では、 "between you and I" がBBC視聴者の「最もいらいらさせる文法間違い」の第1位となった。しかしスティーブン・ピンカーを含む多くの文法学者と言語学者はこの言い回しが文法的に許容されると考えている。

### 推定される原因
"Between you and I" を誤りと見なす立場の専門家らは、こういった誤りを犯してしまう原因についてある種のトラウマを挙げている。このトラウマは "You" の主格と対格が同形であることが原因で起こる誤った用法と、"me" の使用が正しくない可能性の認識に由来する: 「人々は、例えば、口語的な 'John and me went to the shops' が文法的に正しくないことを知っているので、この間違いを犯してしまうのです。彼らは正しい文が 'John and I went to the shops' となることを知っています。しかし、彼らは全ての場合で 'and me' を 'and I' で置き換えるべきと誤って思い込んでしまうのです」。作家のコンスタンス・ヘイルは、アーネスト・ヘミングウェイが頻繁にこういった代名詞の誤りを犯していた、と述べている（"Gertrude Stein and me are just like brothers."）。著書『英語化する世界、世界化する英語（原題: The Language Wars）』（2011年）の中で、ヘンリー・ヒッチングズは同様の説明を行っており、さらに多くの話者は "you and I" がひとまとまりであるように見えている、と付け加えている。ケネス・ウィルソンも同じことを述べている。2つの代名詞が一緒に使われる時に典型的に起こるこの問題は広く認識されている: 「これらの問題は代名詞 [I] が孤立している時はめったに起こらない」。『Between You and I: A Little Book of Bad English』（2004年）の著者ジェームズ・コクランは同様の説明を行っている。この場合、"Me and Bill went out for beers" のような文に「人々」はいくぶん不安な気持ちにさせられる、と述べられている。コクランはしかしながらこれを過剰修正扱いしておらず、この言い回しが単に「過去20年間ぐらいに」発生したものだ、と示唆している。しかしながら、言語学者のJ. K. Chambersは、この用法が「進行中の変化」ではないと指摘している。
J. K. Chambersは、カナダの英語話者の文法性における教育の役割の分析において、この言い回し（と密接に関連した "with you and I"）について調査した。9年生とその親のデータは地域間での差異をほとんど示さなかったが、子どもと親の間で大きな差を示した。子どもはより「正しい」代名詞を選ぶ、あるいは、専門用語でいうと、「接続された代名詞との対格の一致」を示しやすい傾向があった。Chambersの説明は、子どもは親よりも良い教育を受けている可能性が高い、というもので、カナダの7つの地域にわたる2008年の研究では同じく教育水準が増加するにつれて一致の度合いも増加することが示された。

### 過剰修正、文脈上の許容性
「トラウマ」や「不安感」よりも複雑な説明が言語学者や社会言語学者によって与えられている。ヘンリー・ヒッチングはこの言い回しを、非常に特異的で階級に根差した種類の過剰修正を見なしており、「hyperurbanism」と呼んでいる。Hyperurbanismは「低俗な間違いと考えられているものを避けること、より階級が高そうな単語または発音を使用することが含まれるが、実際には結果は決してそのようなものではない」。同様の理由付けはブライアン・ガーナーによってなされており、ガーナーは「この文法的誤りは、ほぼ例外なく、洗練された感じを出そうとして少し頑張りすぎて、ひどくつまずいてしまう教養のある話し手によって犯される」と述べ、この言い回しが「ゾッとするほど一般的」であると述べた。教育を受けた人々がこの誤りを犯しやすいという意見はGrammer Girlによっても共有されている。Grammer Girlは、ジェシカ・シンプソンはしたがって（2006年の楽曲「Between You and I」について）許されうるだろう、と述べている。しかしながら、法学者のパトリシア・ウィリアムズによれば、「本物の上流階級」の人々は直ぐにこの言い回しが基準を満たさないと評価する。ウィリアムズは、こういった用法を使う者はより低い階級に属すると容易に特徴付けられる、と論評している。社会言語学者のGerard van Herkは "between you and I" や代名詞の誤りを伴う同様の言い回し（規範的文法学者によれば全て正しくないとされるもの）について社会的流動性の文脈で議論した。
「Between you and I」の文法性を許容する最も著名な言語学者の1人がスティーヴン・ピンカーである。ピンカーはこの言い回しを「過剰修正された文法違反」と呼んでいる。ピンカーの主張は、要するに、等位構造中の個別の要素は等位構造それ自身と同じ数を持つ必要はない、というものである: "she and Jennifer are" は2つの単数形等位要素を持つが、等位構造それ自身は複数形である。同じことが格にも適用される、とピンカーは『言語を生み出す本能』（1994年）において主張する。ピンカーは、ウィリアム・サファイアによって批判されたビル・クリントンによる有名な言い回しを引用した: 「したがって "Al Gore and I" が目的格を必要とする目的語であるというだけで、"I" が目的格を必要とする目的語であることを意味しない。文法の理屈によれば、この代名詞は取りたい格を自由に取ってよい。」。言語学者のベン・ヤゴダはこの主張に感銘を受け、この言い回しの文法性に関する彼の考えをピンカー以前とピンカー以後に分けた。Peter Brodieは、文法と用法を扱ったThe English Journal誌の特別号において、同様に納得した: 「彼はこれらの規則が上流気取り（snobbery）によって一般的に決められたものであり、単なる特定集団の言葉として考えられていることも我々に思い出させせる」。David D. Mulrovは、著書『The War Against Grammar』（2003年）の中で、ピンカーの主張は完全に説得力がある訳ではないとして、「これらは理性的な人々が意見を異にすることができる問題である」と述べた。
言語学者のジョシュア・フィッシュマンによれば、この言い回しは、いくつかの社会において、「印刷物においてさえも完全に問題ないと見做されている」のに対して、他所では「一部の文脈においてのみ」許容できるとされ、また別の場所では全く受け入られていない。Richard Redfernは、正しくない代名詞の用法と考えられているものの多くの例を挙げた。それらの多くは「前置詞 + you and I」構文に従っていない: "for he and I"、"between he and Mr. Bittman"。Redfernは、この「誤り」が広まっており（エリザベス2世さえもこの誤りを犯している）、許容できる用法となるべきである、と主張している: 「この規則は英語の母語話者に彼ら自身を表現する直感的なやり方を抑圧することを求めている」。
非等位構造において対格（斜格）が使われるであろう場所で使われる「等位主格」の扱いにおいて、『The Cambridge Grammar of the English Language』は、使われる代名詞と等位構文中のそれらの位置に依存して、異なる水準の許容度を差別化する。結果として、「without you or I knowing anything about it」のような構文は「話し言葉ではごく一般的で、かなり幅広い範囲の話者によって使われているため、標準英語の一種として認識されなければならない」が、「they've awarded he and his brother certificates of merit」や「... return the key to you or she」のような例は文法的に正しくない過剰修正として分類される。